# Sulprostona
La sulprostona es un oxitócico.
Es un análogo de la prostaglandina E2.